# Linares (Andalousie)
Pour les articles homonymes, voir Linares.
Linares est une commune espagnole située dans la province de Jaén de la communauté autonome d'Andalousie.

## Géographie
Deuxième plus importante ville de la province de Jaén, elle s'étend sur 196,7 km2 au pied de la Sierra Morena, au centre d'un grand complexe minier, et elle domine l'accès au défilé de Despeñaperros.
Située au sud de l'Espagne, elle jouit d'un climat allant de méditerranéen à continental, avec une amplitude thermique annuelle supérieure à 20 °C. Ses hivers sont relativement froids avec quelques périodes de gel au sol (température moyenne de 7,2 °C en février), alors que ses étés sont chauds et secs (température moyenne de 28 °C en août).

## Histoire

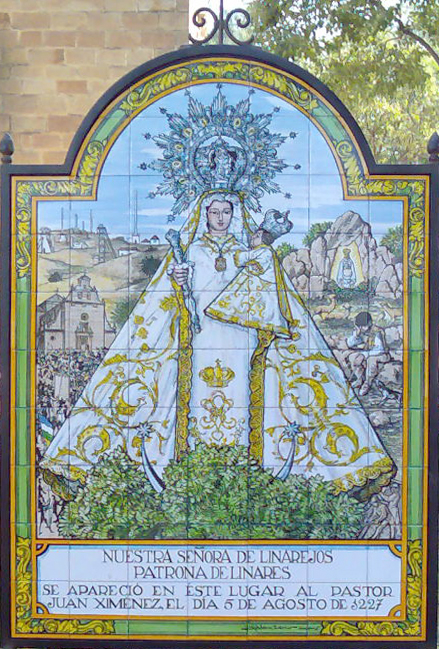
Azulejo représentant l'apparition de la Vierge Marie à Linares.

Les mentions les plus anciennes de l'existence de la ville actuelle de Linares remontent à l'époque de la Reconquista. Toutefois, cette ville est une réincarnation de la ville romaine de Castulo dont les vestiges archéologiques sont situés à quelques kilomètres du centre de ville de Linares. Dès 90 av. J.-C., la ville est la capitale de la région ibère d'Oretania. Au Moyen Âge, elle existe sous le nom de Leñares de Baeza.
Son développement actuel a commencé au XVIIIe siècle, lorsque l'exploitation minière a recommencé. Linares est le lieu de découverte en 1822 de la linarite, un rare sulfate de plomb et de cuivre au bleu très intense. Ces produits sont négociés à la bourse de Londres et la ville connaît une renaissance urbaine.
La Linares Lead Mining Company est fondée dès 1849 par des industriels britanniques des mines de plomb du nord de l'Angleterre, à Jaén (Espagne) et Linares, mais elle est confrontée à ses débuts à des problèmes de minerai, d'énergie et de transport. Elle a été précédée de deux ans par une Sté des Mines de Cuivre et de Plomb de Linarès, française et productrice aussi de cuivre.
Dès l'après-guerre, preuve est faite que le plomb est toxique et la chute de son prix cause la fermeture graduelle des mines dans la région. La dernière à fermer ses portes le fera en 1991.
La ville conserve d'importants souvenirs de son passé dans son musée archéologique, fondé en 1956 et abrité dans la Casa del Torreón. Sur les contreforts méridionaux de Sierra Morena, la "voie verte des mines de plomb" suit une partie du tracé du chemin de fer qui reliait la gare et diverses zones du district minier. On y découvre un patrimoine industriel impressionnant (gare de Vadollano, viaduc de Vadollano...).
Manolete est mort le 28 août 1947 aux arènes de Linares, encorné par le taureau Islero.

## Politique et administration
La ville est dirigée par un conseil municipal de 25 membres, élus pour un mandat de quatre ans.
| Période                                  | Période  | Identité                           | Étiquette | Qualité |
| ---------------------------------------- | -------- | ---------------------------------- | --------- | ------- |
| 1999                                     | 2019     | Juan Fernández Gutiérrez           | PSOE      |         |
| 2019                                     | 2022     | Raúl José Caro-Accino Menéndez     | C's       |         |
| 2022                                     | 2023     | Francisco Javier Perales Fernández | PSOE      |         |
| 2023                                     | En cours | Auxiliadora del Olmo Ruiz          | PP        |         |
| Les données manquantes sont à compléter. |          |                                    |           |         |

### Jumelages
- Castres (France)
- Nuevo León (Mexique)
- Maule (Chili)
- Nariño (Colombie)
- Tomaszów Mazowiecki (Pologne)

## Culture
La ville de Linares a accueilli de 1978 à 2010 l'un des plus prestigieux tournois annuels d'échecs. Parfois considéré comme le « Wimbledon des échecs », le tournoi de Linares était une compétition fermée sur invitation entre les meilleurs joueurs mondiaux qui se déroulait traditionnellement fin février-début mars.
C'est également la ville natale du grand maître de la guitare classique Andrés Segovia et le siège de sa fondation. Chaque année en novembre s'y déroule les Rencontres internationales de guitare en l'honneur de l'illustre artiste avec un concours qui rassemble les meilleurs guitaristes du monde entier.
Linares est aussi la ville de la taranta, chant traditionnel des mineurs andalous. Un concours national de tarantas y est organisé chaque été depuis 1965.

## Personnes liées à la commune
- Carmen Linares (née en 1951), chanteuse de flamenco
- Palomo Linares (1947-2017), matador espagnol, y est né
- Raphael (né en 1943), chanteur et acteur
- Andrés Segovia (1893-1987), guitariste classique